# 总理办公会议
总理办公会议是2004年以前和2023年以后中华人民共和国国务院不定期召开的一种会议，由总理（有时也会委托副总理）主持召开，研究、处理国务院日常工作中的重要问题。
依照《中华人民共和国宪法》和《中华人民共和国国务院组织法》，国务院的会议只有国务院常务会议和国务院全体会议。总理办公会议是不定期召开的用于加强沟通的会议，不具备法律上决策功能，但是长期以来成为法律规定以外的另一种决策会议。为使国务院的决策过程制度化，总理办公会议于第十届国务院任期内的2004年初被取消。根据2023年3月印发的国务院工作规则，第十四届国务院任期内的恢复设立总理办公会议，恢复原因不详。2024年3月11日修订通过的《中华人民共和国国务院组织法》将总理办公会议列入该法第八条，并规定“国务院根据需要召开总理办公会议”。